# Rüfüs Du Sol
Pour les articles homonymes, voir Rufus (homonymie).
Rüfüs Du Sol, stylisé en RÜFÜS DU SOL est connu sous le nom de RÜFÜS de 2010 à 2018, est un groupe australien de musique électronique. Il est composé des artistes Tyrone Lindqvist, Jon George et James Hunt, originaires de Sydney. Leurs albums sont des succès en Australie : leur premier, Atlas, se place en tête des ventes hebdomadaires en 2013, leur deuxième, Bloom, faisant de même en 2016, tandis que le dernier, Solace, est numéro 2 en 2018.

## Biographie
Le groupe se forme en 2010 après la rencontre à Byron Bay de Tyrone Lindqvist, Jon George et James Hunt lors d'une Jam. Ils sortent leur premier EP RÜFÜS le 1er janvier 2011, suivi du premier single We Left le 25 juillet 2011. Leurs morceaux Paris Collides et We Left atteignent alors respectivement les 8e et 13e du classement Hype Machine. Le clip de We Left est quant à lui nommé parmi les 12 finalistes internationaux des Vimeo Awards de 2012 dans la catégorie meilleur clip musical,.
En avril 2012, ils sortent leur deuxième EP Blue suivi du single This Summer/Selena le 16 juillet 2012.
En 2013, ils sortent deux singles, prémices d'un premier album, Take Me le 8 mars 2013 et Desert Night le 2 août 2013. L'album, nommé Atlas, sort le 9 août 2013. Il se place d'emblée à la première place des charts australiens. Deux autres singles en seront extraits : Tonight et Sundream.
En 2015, ils sortent un nouveau single, You Were Right, en amont d'un deuxième album. Ce dernier, dénommé Bloom, sort en janvier 2016. Il atteint, comme son prédécesseur, la première place des charts australiens.
En mai 2018, le groupe change son nom en "Rüfüs Du Sol". Tyrone Lindqvist l'explique ainsi : « Je suppose que nous ne connaissons pas vraiment d'autres groupes qui aient deux noms dans le monde entier, donc ça paraissait tout simplement approprié. », Peu après, ils annoncent la sortie d'un troisième album Solace, accompagné de deux singles Underwater et Lost My Mind. Aux ARIA Music Awards de 2019, l'album est nommé dans trois catégories. Un album de remixes, Solace Remixed, sort en septembre 2019. En 2020, le groupe est doublement nommé dans les catégories Electro/Dance des Grammy Awards 2020.

## Discographie

### Singles
- 2011 : We Left
- 2012 : This Summer / Selena
- 2013 : Take Me
- 2013 : Desert Night
- 2013 : Tonight
- 2014 : Sundream
- 2015 : You Were Right
- 2015 : Like an Animal
- 2015 : Innerbloom
- 2016 : Say a Prayer for Me
- 2016 : Be with You
- 2018 : No Place
- 2018 : Underwater
- 2018 : Lost in My Mind
- 2018 : Treat You Better
- 2021 : Alive
- 2021 : Next To Me
- 2021 : On My Knees

## Distinctions
| Année | Prix          | Catégorie                     | Titre ou album | Résultat   |
| ----- | ------------- | ----------------------------- | -------------- | ---------- |
| 2020  | Grammy Awards | Meilleur album dance          | Solace         | Nomination |
| 2020  | Grammy Awards | Meilleur enregistrement dance | Underwater     | Nomination |
| 2022  | Grammy Awards | Meilleur enregistrement dance | Alive          | Lauréat    |